# Erioptera trivittata
Erioptera trivittata är en tvåvingeart som beskrevs av Lindner 1958. Erioptera trivittata ingår i släktet Erioptera och familjen småharkrankar.
Artens utbredningsområde är Tanzania. Inga underarter finns listade i Catalogue of Life.